# Tifo

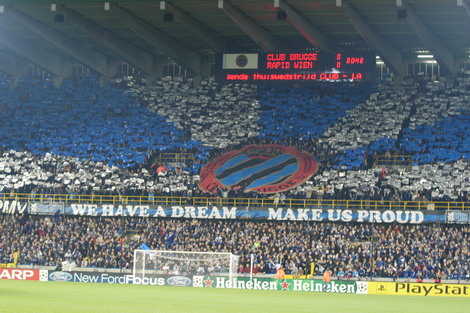
Tifo bij Club Brugge voor de Champions Leaguewedstrijd tegen Rapid Wien

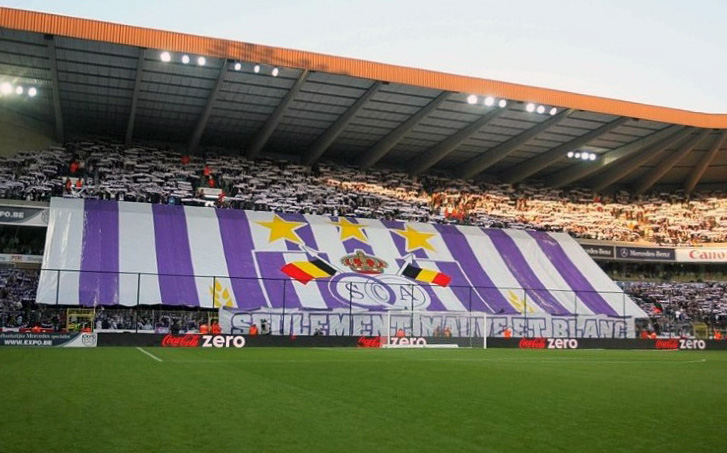
Tifo in het Constant Vanden Stockstadion, RSC Anderlecht

Tifo is het fenomeen van teamsupport in de sportwereld. Oorspronkelijk is het een Italiaans woord. In sommige landen (maar niet in Italië) wordt het woord meestal gebruikt als naam van het geregisseerde vertoon door de fans vanaf de tribune tijdens een sportevenement, en dan voornamelijk bij voetbalwedstrijden. Zo kunnen zij hun trots laten blijken voor hun club, stad of streek. Bij voetbal proberen fanatieke supporters door middel van zang, vlaggen, spandoeken, vuurwerk, banners en grootse acties de sfeer te verhogen. Wereldwijd zijn er bij clubs supportersgroepen actief om de grootste en mooiste acties te laten zien en elkaar daarin te overtreffen. In sommige gevallen worden tifo's georganiseerd door clubs zelf of door de clubsponsor. Supporters die een tifo-actie uitvoeren worden 'tifosi' genoemd.

## Nederland
Eind jaren 80 waren in Nederland op kleine schaal de eerste acties georganiseerd bij PSV dat toen net een vernieuwd onderkomen had. De harde kern van de club (L-Side) werd deels verplaatst naar de oost-tribune, deels naar de west-tribune, waardoor de supportersgroepen elkaar telkens probeerden te overtreffen. Daarna volgden achtereenvolgens groepen zoals Vak W, De Noordzijde van Feyenoord, de Kingside van Willem II Tilburg (TilburgTifosi), Ultras Vak-P van FC Twente, Ultras Amsterdam van Ajax, de supporters van sc Heerenveen en FC Groningen, waarna ook andere clubs volgden. De acties werden steeds groter en in het seizoen 2003-2004 werd tifo in Nederland nog populairder.
Bekende tifo-acties in Nederland worden vaak gehouden tussen de wedstrijden van Feyenoord en Ajax. De grootste tifo in Nederland staat op naam van Feyenoord. De supporters maakten voor de kampioenswedstrijd tegen Go Ahead Eagles een tifo van ca. 500x20 meter.

## België
De eerste grootschalige tifo's in België werden in het begin van de jaren 2000 georganiseerd door de supportersvereniging Blue Army van Club Brugge. Tegenwoordig worden tijdens de topwedstrijden in de Jupiler Pro League of andere Europese voetbalwedstrijden steevast tifo's gebruikt, voornamelijk bij Club Brugge, Racing Genk en Standard Luik.

## In opspraak
In 2015 was de tifo van de supporters van voetbalclub Standard Luik in opspraak vanwege een afgebeelde onthoofding van een tegenspeler. De club werd vervolgd en de zaak werd voorgelegd aan de Geschillencommissie Betaald Voetbal.
Bij sportduels wordt wel oorlogsretoriek gebruikt. Zo verwezen in 2017 tifo's van Legia Warschau (Polen) en Al Hilal Omdurman (Karthoum, Soedan) naar de Tweede Wereldoorlog. De voetbalbond UEFA heeft Legia Warschau voor de uiting aangeklaagd.